# Viveca Lindfors
Pour les articles homonymes, voir Lindfors.
Elsa Viveca Torstensdotter Lindfors,, dite Viveca Lindfors, est une actrice suédo-américaine, née le 29 décembre 1920 à Uppsala (Suède) et morte le 25 octobre 1995 dans la même ville.

## Biographie

### Enfance et formation
Elsa Viveca Torstensdotter Lindfors naît le 29 décembre 1920 à Uppsala, dans le comté d'Uppsala. Fille unique, son père, Axel Torsten Lindfors (sv) (1884-1960), est officier et sa mère, Karin Emilia Therese (née Dymling, 1895-1971), artiste peintre,,. Au début des années 1920, avec ses parents, elle déménage à Stockholm, où son père travaille en tant qu'éditeur de lives d'art et directeur d'un centre de librairie. À cinq ans, elle y est inscrite à l'école de ballet de Jeanna Falk.
Adolescente, elle fréquente l'école privée pour filles (sv). En 1938, elle se forme à l'école du théâtre dramatique royal à Stockholm pendant trois ans,. Elle y fait ses débuts au théâtre.

### Carrière

#### Débuts
En 1939, Viveca Lindfors joue pour la première fois dans la pièce de théâtre Anna Sophia Hedvig. L'année suivante, avec ses camarades de classe Eva Henning, Anders Ek et Bengt Ekerot, elle participe à la pièce Diana går på jakt mise en scène par Hampe Faustman, au théâtre Nya (sv) dans lequel sa performance est saluée par la critique.
En 1940, elle apparaît en femme de ménage dans son premier film Snurriga familjen d'Ivar Johansson. En 1941, elle décroche le rôle principal dans I paradis… de Per Lindberg, où elle apparaît debout, nue, sur un rocher pendant quelques secondes, avant de plonger dans les vagues. Entre 1941 et 1942, elle est employée au théâtre dramatique, où elle est remarquée grâce aux rôles de mariée dans les pièces Noces de sang (Blodsbröllop) de Federico García Lorca (1944) et La Nuit des rois (Trettondagsafton) de William Shakespeare (1946).
Dès 1942, elle se voit proposée des rôles similaires dans La Clinique jaune (Gula kliniken) d'Ivar Johansson, La Femme en noir (Anna Lans, 1943) de Rune Carlsten, Brödernas kvinna (1943) de Gösta Cederlund et surtout Appasionata (1944) d'Olof Molander. Ce dernier film est projeté dans plusieurs pays, dont le Danemark et les États-Unis qui, celui-ci, émerveillés par le travail et surtout la beauté de Viveca Lindfors, lui ouvre les porte à Hollywood.

#### Hollywood
En 1946, Viveca Lindfors quitte son pays pour Hollywood, aux États-Unis, et y signe un contrat avec Warner Bros., le 25 février. Son premier film américain s'intitule Night Unto Night de Don Siegel, avec l'acteur Ronald Reagan, dont le tournage débute en septembre aux Warner Brothers Burbank Studios. Ce film n'est encore distribué dans aucune salle. En février 1949, elle se montre malheureuse sur la couverture du magazine Life qui relate sa « triste histoire » du fait que, même si elle a « une belle maison — dans le quartier de Tarzana (Los Angeles), deux enfants adorables et 2 000 dollars par semaine », qu'« elle en a marre » d'Hollywood et qu'elle souhaite « retourner dans son pays ou faire du théâtre ». Le film sort finalement, le 10 juin 1949.

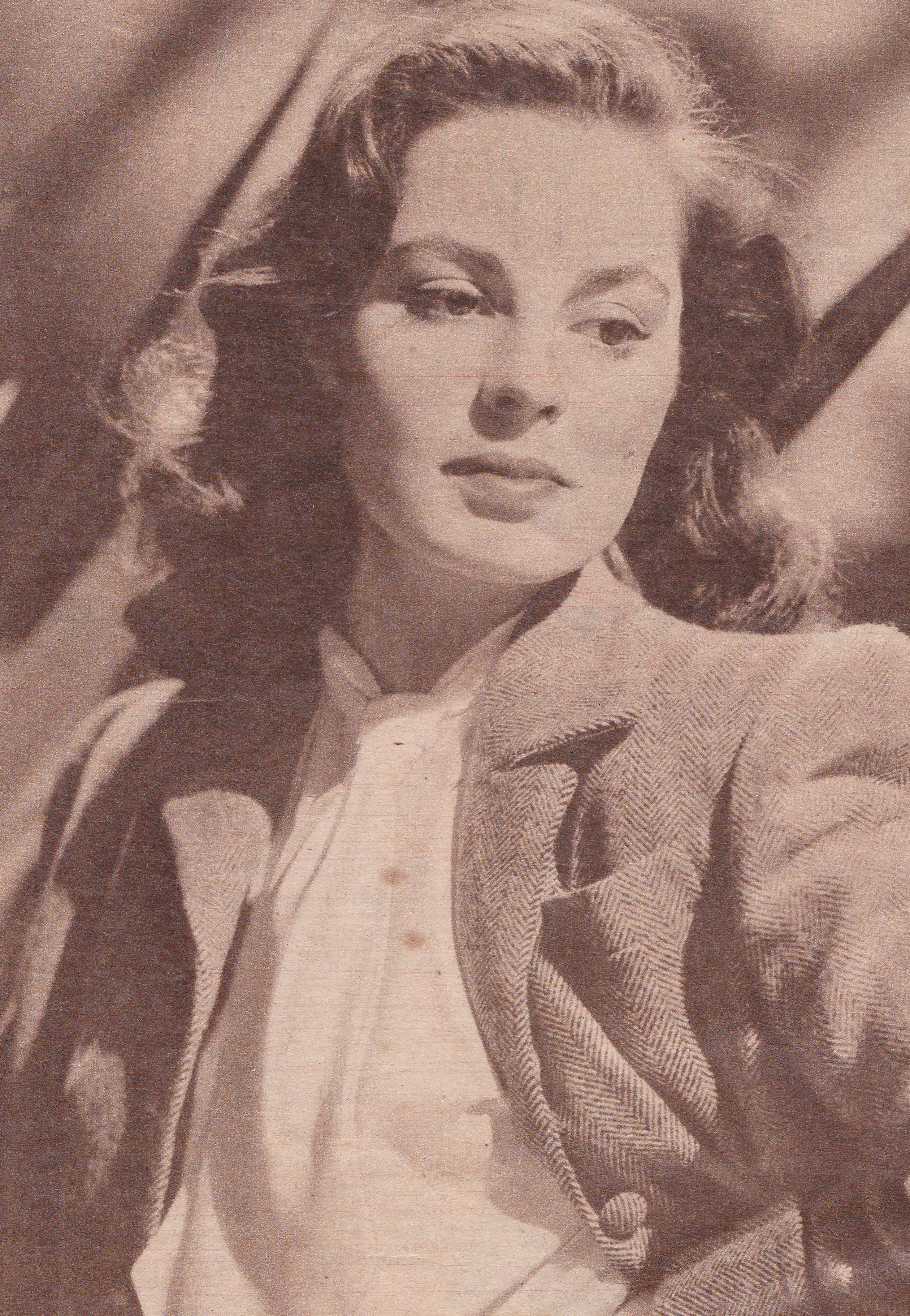
Lindfors Viveca en 1947.

En octobre 1947, elle est choisie pour endosser les costumes de la reine Margaret, avec Errol Flynn dans le rôle-titre des Aventures de don Juan (The Adventures of Don Juan, 1948) de Vincent Sherman.

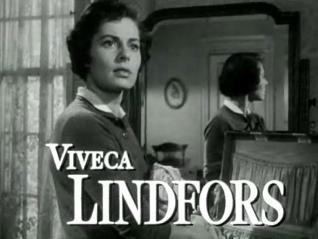
Viveca Lindfors dans La Flamme qui s'éteint (No Sad Songs for Me) (1950).

En 1950, elle se joint aux actrices Margaret Sullavan et Wendell Corey avec qui elle incarne la dessinatrice pour La Flamme qui s'éteint (No Sad Songs for Me) de Rudolph Maté.
En 1951, elle partage l'affiche avec Ralph Meeker dans Quatre dans une jeep (Die vier im jeep) de Leopold Lindtberg et Elizabeth Montagu.

#### Broadway
En 1952, son mari Don Siegel l'intègre au tournage de la comédie romantique No Time for Flowers dans le rôle d'une jeune fille qui, travaillant pour le gouvernement, tombe sous le charme d'un espion. La même année, elle déménage à New York. Elle apparaît à la télévision, dans un épisode de la série télévisée Studio One.
En 1955, elle tient le rôle-titre Anastasia, une femme qui prétendait être la fille disparue du tsar Nicolas II, au Broadway.

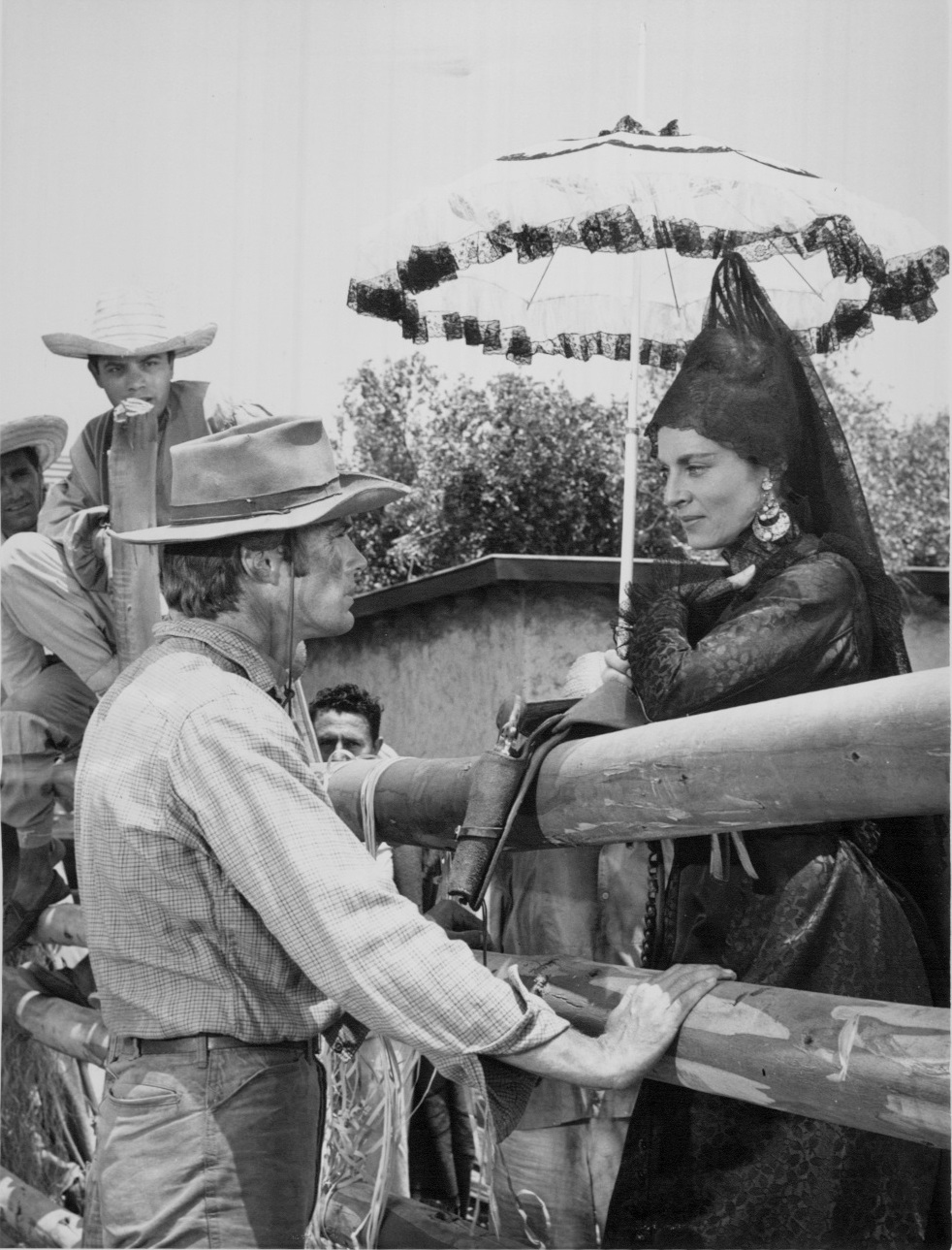
Viveca Lindfors dans la série Rawhide (1959), avec Clint Eastwood.

En 1959, elle apparaît dans un épisode de la série de western Rawhide, avec Clint Eastwood, sur la chaîne CBS.

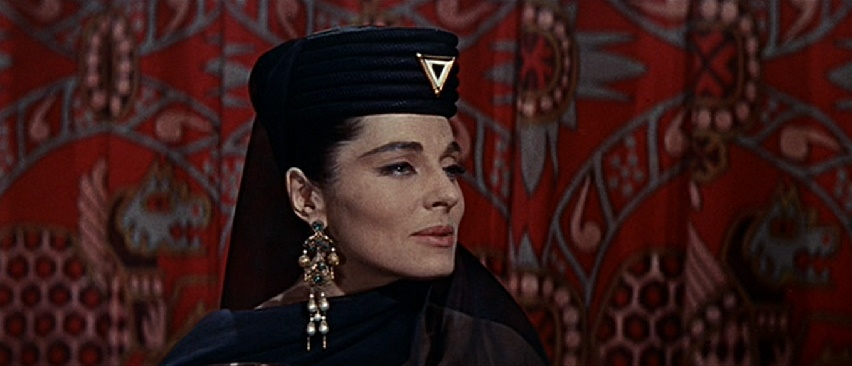
Viveca Lindfors dans L'Histoire de Ruth (The Story of Ruth, 1960).

En 1960, elle est la grande prêtresse, Eleilat, aux côtés d'Elana Eden et Stuart Whitman, dans le péplum L'Histoire de Ruth (The story of Ruth) d'Henry Koster, une adaptation du livre de Ruth, de l'Ancien Testament.
En 1961, elle est choisie pour le rôle d'Inès Serrano dans le film Huis clos (No Exit, 1962) de Tad Danielewski, adapté de la pièce éponyme de Sartre par George Tabori et Orson Welles, pour lequel Viveca Lindfors et Rita Gam partagent le prix d'Ours d'argent de la meilleure actrice au 12e festival du film de Berlin. La même année, elle part aux studios britanniques Hammer pour interpréter la sculptrice Freya Neilson dans le film de science-fiction britannique Les Damnés (The Damned) de Joseph Losey.
En 1962, elle apparaît à la télévision, dans le téléfilm The Paradine Case d'Alex March.

En 1978, elle publie son autobiographie Viveka... Viveca en suédois et en anglais.
Dans les années 1980, elle participe à des films d'horreur dans des rôles secondaires tels que La Main du cauchemar (The hand, 1980) d'Oliver Stone, Creepshow (1982) de George A. Romero — dans séquence Father's Day et Silent Madness (1984) de Simon Nuchtern, dans lequel elle remplace Shelley Winters, qui s'est retirée juste avant le tournage pour de raisons du conflit salarial,, ainsi qu'à la comédie romantique Garçon choc pour nana chic (The Sure Thing, 1985) de Rob Reiner. Côté télévision, elle apparaît, en 1982, comme voyante devant Joan Collins dans un épisode du feuilleton Dynastie et, en 1989, comme la tante Hannah von Frankenstein, rôle principal de la série de comédie familiale La Tante de Frankenstein.
En 1990, elle est invitée à incarner la professeure de danse de Becca dans un épisode intitulé La Dernière Danse (Save the Last Dance for Me) de la série Corky, un adolescent pas comme les autres (Life Goes On), pour lequel elle obtient le prix de la meilleure actrice invitée dans une série télévisée dramatique à la 42e cérémonie des Primetime Emmy Awards, ayant lieu en septembre 1990,.
En 1994, elle est choisie pour interpréter la scientifique Catherine Langford, fille du professeur Langford, l'archéologue qui découvre la porte des étoiles, aux côtés de Kurt Russell et James Spader, dans le film de science-fiction Stargate, la porte des étoiles (Stargate) de Roland Emmerich.

### Mort
Viveca Lindfors retrouve, en juillet 1995, sa ville natale, Uppsala, pour une tournée dans la pièce In Search of Strindberg. Elle y meurt le 25 octobre, à l'âge de 74 ans, à la suite des complications de la polyarthrite rhumatoïde, et est enterrée dans  le cimetière Gamla d'Uppsala (en),.

### Vie privée
Viveca Lindfors est mariée quatre fois, et a trois enfants, :
- Entre 1941 et 1943, le photographe suédois Harry Hasso (en), avec qui elle a un fils : John Tabori[31].
- Entre 1944 et 1948, l'avocat suédois Folke Rogard, qui est également le président de la Fédération internationale des échecs (FIDE), avec qui elle a une fille : Lena Tabori (en)[32].
- Entre 1949 et 1953, le réalisateur américain Don Siegel, avec qui elle a un fils : Kristoffer Tabori[1],[11].
- Entre 1954 et 1972, l'écrivain et auteur de théâtre hongrois George Tabori.

Dans les années 1940, elle file le parfait amour très médiatisé avec l'acteur suédois Georg Rydeberg.
Le 14 janvier 1990, à 1 h 35 du matin, alors qu'elle sortait du Theater Studio avec trois amies, également actrices, dans Greenwich Village (New York), un jeune voyou agresse Viveca Lindfors, lui lacérant le visage avec un rasoir. Elle est amenée d'urgence à l'hôpital Saint Vincent pour soigner son oreille gauche ainsi que des égratignures et des ecchymoses du côté gauche de son visage : ses blessures nécessitent 28 points de suture. « Je m'en sors facilement, comparé à lui. Mon oreille est coupée, mais sa vie va être un enfer s'il ne se confronte pas à lui-même. », rassure-t-elle, s'inquiétant pour son agresseur.

## Filmographie

### Cinéma

#### Longs métrages

##### Années 1940
- 1940 : L'Essaim familial (Snurriga familjen) d'Ivar Johansson : Lisa
- 1941 : Au paradis (I paradis…) de Per Lindberg : Angelica Jansson
- 1941 : Si j'épousais le pasteur (Tänk, om jag gifter mig med prästen) d'Ivar Johansson : Eva Örn
- 1942 : Morgondagens Melodi de Ragnar Frisk : Maj-Lis Wassberg
- 1942 : La Clinique jaune (Gula kliniken) d'Ivar Johansson : Doris, infirmière
- 1942 : La Femme du péché (La donna del peccato) d'Harry Hasso : la jeune femme
- 1943 : La Femme en noir (Anna Lans) de Rune Carlsten : Anna Lans
- 1943 : Brödernas kvinna de Gösta Cederlund : Emma
- 1944 : Appasionata d'Olof Molander : Maria
- 1944 : Nuages sur la mer (Nebbia sul mare) de Hans Hinrich et Marcello Pagliero : Maria Rosati
- 1944 : Je suis feu et air (Jag är eld och luft) d'Anders Henrikson : Jenny Ahrman
- 1945 : Maria på Kvarngården d'Arne Mattsson : Maria
- 1945 : Roses noires (Svarta rosor) de Rune Carlsten : Märta Lind
- 1945 : Le Jeu sérieux (Den allvarsamma leken) de Rune Carlsten : Lydia Stille
- 1946 : Le jour se meurt (I dödens väntrum) de Hasse Ekman : Vellamo Toivonen
- 1948 : Ombres sur Paris (To the Victor) de Delmer Daves : Christine Lund Lestrac
- 1948 : Les Aventures de don Juan (The Adventures of Don Juan) de Vincent Sherman : reine Margaret
- 1949 : Night Unto Night de Don Siegel : Ann
- 1949 : Singoalla de Christian-Jaque : Singoalla

##### Années 1950
- 1950 : Du sang sur le tapis vert (Backfire) de Vincent Sherman : Lysa Radoff
- 1950 : La flamme qui s'éteint (No Sad Songs for Me) de Rudolph Maté : Chris Radna
- 1950 : Une étrange imposture (This Side of The Law) de Richard L. Bare : Evelyn Taylor
- 1950 : La Main qui venge (Dark city) de William Dieterle : Victoria Winant
- 1950 : L'Engin fantastique (The Flying Missile) de Henry Levin : Karin Hansen
- 1951 : Quatre dans une jeep (Die vier im jeep) de Leopold Lindtberg et Elizabeth Montagu : Franziska Idinger
- 1951 : Journey into Light de Stuart Heisler : Christine Thorssen
- 1952 : L'Heure de la vengeance (The raiders) de Lesley Selander : Elena de Ortega
- 1952 : Le plaisir est pour demain (No Time for Flowers) de Don Siegel : Anna Svoboda
- 1955 : À l'ombre des potences (Run for cover) de Nicholas Ray : Helga Swenson
- 1955 : Les Contrebandiers de Moonfleet (Moonfleet) de Fritz Lang : Mme Minton
- 1957 : Le Despote (The Halliday Brand) de Joseph H. Lewis : Aleta Burris
- 1958 : L'Affaire Dreyfus (I accuse !) de José Ferrer : Lucie Dreyfus
- 1958 : Mariages et Enfants (Weddings and Babies) de Morris Engel: Bea
- 1958 : La Tempête (La Tempesta) d'Alberto Lattuada : Catherine II de Russie

##### Années 1960
- 1960 : L'Histoire de Ruth (The story of Ruth) d'Henry Koster : Eleilat la grande prêtresse
- 1961 : Le Roi des rois (King of Kings) de Nicholas Ray : Claudia Procula
- 1962 : Huis clos (No Exit) de Tad Danielewski : Inès Serrano
- 1962 : Les Damnés (The Damned) de Joseph Losey : Freya Neilson
- 1963 : An affair of the skin de Ben Maddow : Victoria
- 1965 : L'Enquête (Sylvia) de Gordon Douglas : Irma Olanski
- 1965 : Le Crime d'un autre (Brainstorm) de William Conrad : Dr Elizabeth Larstadt
- 1968 : Le Collectionneur de cadavres (El coleccionista de cadáveres) de Santos Alcover : Tania Badulescu
- 1968 : Oscuros sueños de agosto de Miguel Picazo : Isabel
- 1969 : Coming Apart de Milton Moses Ginsberg : Monica

##### Années 1970
- 1970 : Portrait d'une enfant déchue (Puzzle of a Downfall Child) de Jerry Schatzberg : Pauline Galba
- 1972 : La Casa sin fronteras de Pedro Olea : Mme Elvira
- 1973 : La Cloche de l'enfer (La campana del infierno) de Claudio Guerín : Maria
- 1973 : Nos plus belles années (The Way We Were) de Sydney Pollack : Paula Reisner
- 1976 : Bienvenue à Los Angeles (Welcome to Los Angeles) d'Alan Rudolph : Susan Moore
- 1977 : Tabou (Tabu) de Vilgot Sjöman : Sirkka
- 1978 : Girlfriends de Claudia Weill : Beatrice
- 1978 : Un mariage (A wedding) de Robert Altman : Ingrid Hellstrom
- 1979 : Silence... mon amour (Voices) de Robert Markowitz : Mme Lemon
- 1979 : Linus eller Tegelhusets hemlighet de Vilgot Sjöman
- 1979 : Natural Enemies de Jeff Kanew : Dr Baker

##### Années 1980
- 1980 : La Main du cauchemar (The hand) d'Oliver Stone : la docteure
- 1982 : Creepshow de George A. Romero : tante Bedelia (séquence Father's Day)
- 1983 : Plus rien à perdre (Dies rigorose Leben) de Vadim Glowna : Ada
- 1984 : Silent Madness de Simon Nuchtern : Mme Collins
- 1985 : Garçon choc pour nana chic (The Sure Thing) de Rob Reiner : professeure Taub
- 1985 : Yellow Pages de James Kenelm Clarke : Mme Bellinger
- 1987 : Rachel River de Sandy Smolan : Harriet White
- 1987 : Unfinished Business d'elle-même : Helena
- 1987 : Pehavý Max a strašidlá de Juraj Jakubisko : Barónka

##### Années 1990
- 1990 : Goin'to Chicago de Paul Leder : Helen
- 1990 : L'Exorciste, la suite (The exorcist III: The legion) de William Peter Blatty : une infirmière
- 1990 : Luba d'Alejandro Agresti : la madame
- 1991 : Zandalee de Sam Pillsbury : Tatta
- 1991 : The Linguini Incident de Richard Shepard : Miracle
- 1992 : North of Pittsburgh de Richard Martin : Rosa Andretti
- 1994 : Stargate, la porte des étoiles (Stargate) de Roland Emmerich : Catherine Langford
- 1996 : Looking for Richard d'Al Pacino : elle-même

#### Court métrage
- 1993 : Geoffrey Beene 30 de Tom Kalin : une femme

### Télévision

#### Téléfilms
- 1962 : The Paradine Case d'Alex March : Mme Paradine
- 1967 : The Diary of Anne Frank d'Alex Segal : Petronella Van Daan
- 1978 : Une question de culpabilité (A Question of Guilt) de Robert Butler : Dr Rosen
- 1980 : Marilyn, une vie inachevée (Marilyn: The Untold Story) de Jack Arnold et John Flynn : Natasha Lytess
- 1980 : Sursis pour l'orchestre (Playing for time) de Daniel Mann et Joseph Sargent : Mme Schmidt
- 1982 : Inside the Third Reich de Marvin J. Chomsky : une gitane

#### Séries télévisées
- 1952 : Studio One : Lisa (saison 4, épisode 24 : Lettre d'une inconnue (Letter from an Unknown Woman))
- 1953 : Omnibus : princesse Katherine (saison 1, épisode 10 : Mr. Lincoln: Part 4)
- 1956 : The Philco Television Playhouse : Window (saison 8, épisode 12 : Kyria Katina)
- 1959 : Rawhide : Luisa Esquivel Y Hadley (saison 2, épisode 1 : Le Jour des morts (Incident of the Day of the Dead)))
- 1960 : Aventures dans les îles (Adventures in Paradise) : sœur Catherine (saison 1, épisode 13 : Les Scélérats (Castaways))
- 1961 : Naked City : Lulu Kronen (saison 2, épisode 18 : The Deadly Guinea Pig)
- 1961 : Les Incorruptibles (The Untouchables) : Mme Jarreau (saison 2, épisode 24 : Terreur sur le ring (Ring of Terror))
- 1964 : Voyage au fond des mers (Voyage to the Bottom of the Sea) : Dr Laura Retting (saison 2, épisode 16 : Salut au chef (Hail to the Chief))
- 1965 : Bonanza : Angela Bergstrom (saison 6, épisode 33 : Sous les projecteurs (The Spotlight))
- 1969 : Médecins d'aujourd'hui (Medical Center) : Kyri Gregaros (saison 1, épisode 10 : The Fallen Angel)
- 1976 : De lyckligt lottade : Paulene (3 épisodes)
- 1982 : Dynastie : Adriana (saison 2, épisode 10 : Sammy Jo and Steven Marry)
- 1989 : La Tante de Frankenstein : Hannah von Frankenstein (7 épisodes)
- 1990 : Corky, un adolescent pas comme les autres (Life Goes On) : Mme Doubcha (saison 1, épisode 20 : La Dernière Danse (Save the Last Dance for Me))

## Distinctions

### Récompenses
- Berlinale 1962 : meilleure actrice pour le rôle d'Inès Serrano dans Huis clos (No Exit)[1]
- Festival du film de Sundance 1988 : prix spécial du jury du meilleure interprétation pour le rôle de Harriet White dans Rachel River[35],[36]
- Primetime Emmy Awards 1990 : meilleure actrice invitée dans une série télévisée dramatique pour le rôle de Mme Doubcha dans Corky, un adolescent pas comme les autres (Life Goes On)[28],[29]
- Festival international du film de Stockholm 1992 : prix d'excellence (Stockholm Lifetime Achievement Award)[8]

### Nominations
- Primetime Emmy Awards 1978 : meilleure actrice dans un second rôle dans une mini-série ou un téléfilm pour le rôle de Dr Rosen dans Une question de culpabilité (A Question of Guilt)
- Prix Génie 1992 : meilleure actrice pour le rôle de Rosa Andretti dans North of Pittsburgh
- Saturn Awards 1982 : meilleure actrice dans un second rôle pour le rôle de la docteure dans La Main du cauchemar (The hand)